# Musikhochschule de Lubeca
La Musikhochschule Lübeck (en español, 'Escuela superior de música de Lübeck') es la única escuela superior de música de la ciudad de Lübeck, en el estado federado de Schleswig-Holstein, Alemania.
La escuela fue fundada por iniciativa de Luise Kaibel, profesora privada de piano, bajo el nombre de Lübecker Konservatorium en 1911. Inicialmente contaba con 31 alumnos, tres años después con 202 y para 1916 eran ya 234. En este año, debido a la insuficiencia de profesores,  se debió abrir un seminario para profesores de música, además de clases de historia de la música, armonía y contrapunto, entre otras, y este hecho se considera como el inicio de actividades como escuela superior (Hochschule).
El 17 de octubre de 1933 su administración pasó de manos privadas a estatales, garantizándosele así soporte económico al no tener que seguir dependiendo del dinero de las matrículas pagado por los alumnos. Su nombre pasó a ser «Conservatorio Estatal y Escuela Superior de Música de Lübeck» (Lübecker Staatskonservatorium und Hochschule für Musik). En 1937, año en el que Lübeck perdió el estatus de «ciudad libre hanseática», después de 711 años, su nombre cambió por el de «Escuela Estatal de Música Schleswig-Holstein» (Landesmusikschule Schleswig-Holstein). En 1950 nuevamente fue renombrada como «Academia de Música de Schleswig-Holstein» y «Escuela de Órgano del Norte de Alemania» (Schleswig-Holsteinischen Musikacademie und Norddeutschen Orgelschule).
En 1973, luego de una discusión política sobre las escuelas de educación superior, la escuela debía ser anexionada a la Fachhochschule Lübeck, pero gracias a la gestión realizada por Uwe Röhl, el organista de la catedral de Lubeca y profesor de órgano de la escuela, finalmente obtuvo su estatus y nombre actual: «Escuela Superior de Música de Lübeck» (Musikhochschule Lübeck).
En 2010 contaba con aproximadamente 500 alumnos, procedentes de 40 naciones, y 160 profesores, siendo la más destacada, la mundialmente famosa clarinetista Sabine Meyer.

## Edificios
La escuela cuenta con cinco edificios. Cuenta con una biblioteca especializada, dotada con 85.000 partituras, 27.000 libros y 15.000 grabaciones. Además posee una sala para música de cámara, una gran sala de conciertos y un estudio de grabación.

## Institutos
La escuela ofrece en la actualidad 4 planes de estudio:
- 1. "Bachelor of Music" con enfoque en: instrumental, canto, composición musical, teoría musical y música eclesiástica B.
- 2. Schulmusik
- 3. Aufbau- und Ergänzungsstudiegänge: música instrumental, música de cámara, canto operístico y de concierto, composición, música eclesiástica A, solista, acompañamiento, pedagogía del canto.
- 4. Schulbegleitende Musikausbildung.

Desde 2009 se abrirá el "Master-Studienabschlüsse".
Cuenta con 89 pianos de cola, 9 órganos, 42 pianos verticales y 5 clavecines. Hace parte de la escuela además el Brahms-Institut, ubicado en el edificio Villa Eschenburg.
Desde 1992 se celebra anualmente el "Festival Brahms", una semana en donde los profesores y alumnos seleccionados ofrecen conciertos de música de cámara, música sinfónica y recitales, haciendo énfasis en la música del gran compositor, Johannes Brahms.
Dentro del marco del "Festival de música de Schleswig-Holstein" se realizan en la escuela clases magistrales ofrecidas por personalidades musicales de talla mundial.